# Arnold Rohlfs

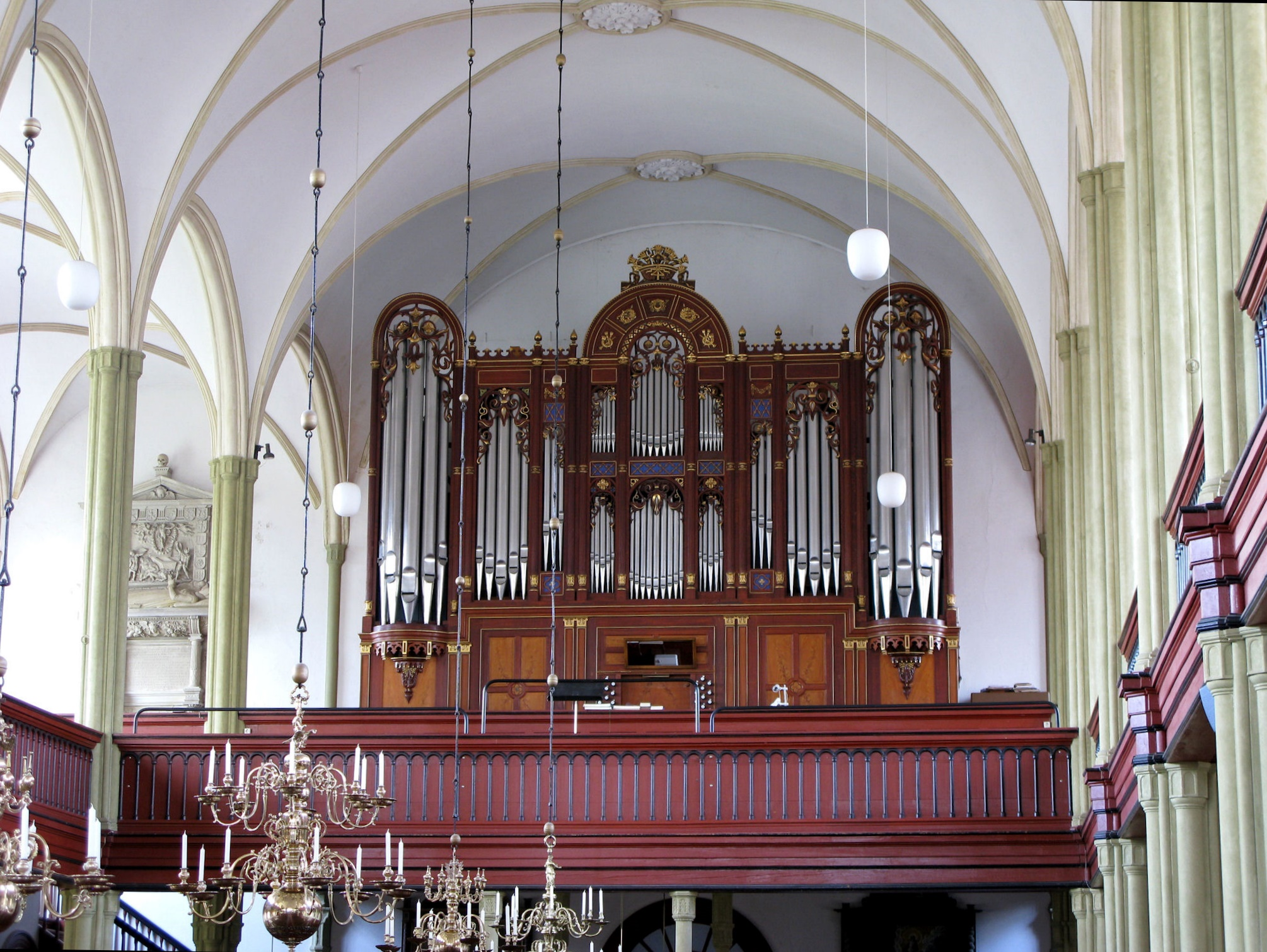
Rohlfs-Orgel in Esens (1848–1860)

Arnold Rohlfs (* 11. April 1808 in Esens; † 20. Oktober 1882) war ein Orgelbauer aus Esens, der in Ostfriesland seine Tätigkeit ausübte. Bedeutend ist seine erhaltene Orgel in der Magnuskirche in Esens (1848–1860), die größte Orgel Ostfrieslands aus dem 19. Jahrhundert mit 30 Registern auf zwei Manualen und Pedal.

## Leben und Werk
Arnold Rohlfs war Sohn des Orgelbauers Johann Gottfried Rohlfs, von dem er sein Handwerk erlernte und dessen Firma er 1840 übernahm. Als sein älterer Bruder Jacob Cornelius (12. August 1805 in Esens, 15. April 1831) früh starb, war dessen Sohn Friedrich (Frerk) (* 26. Juni 1829, † 17. März 1891) nur zwei Jahre alt und wurde zu Arnolds Stiefsohn. Zusammen mit diesem seinen Neffen führte Arnold ab Ende der 1860er Jahre die Firma unter dem Namen „Gebr. Rohlfs“. Arnold stand wie sein Vater in der Orgeltradition des Barock und baute bis etwa 1860 Orgeln im traditionellen Stil, die aber auch Kennzeichen der Romantik aufweisen. Dadurch, dass er viele historische Instrumente wartete und pflegte, bewahrte er vielfach die historische Substanz. Ab 1860 entwickelte Arnold Rohlfs einen eigenen Orgelstil, indem er Instrumente ganz ohne Aliquotregister und Mixturen konzipierte. Rohlfs baute vorwiegend kleine Dorforgeln mit einem Manual und angehängtem Pedal. Sein größtes Werk ist die Orgel in der Magnuskirche in Esens. 14 von 18 Neubauten sind heute noch fast vollständig erhalten und funktionstüchtig. Daneben sind zahlreiche Reparaturmaßnahmen und kleinere Umbauten an anderen Orgeln belegt.

## Werkliste
Folgende Orgelneubauten von Rohlfs sind nachgewiesen, von denen die meisten noch erhalten sind. Die Größe der Instrumente wird in der fünften Spalte durch die Anzahl der Manuale und die Anzahl der klingenden Register in der sechsten Spalte angezeigt. Ein großes „P“ steht für ein selbstständiges Pedal, ein kleines „p“ für ein angehängtes Pedal. Eine Kursivierung zeigt an, dass die betreffende Orgel nicht mehr erhalten oder lediglich der Prospekt erhalten ist.
| Jahr      | Ort                 | Kirche                          | Bild | Manuale | Register | Anmerkungen |
| --------- | ------------------- | ------------------------------- | ---- | ------- | -------- | --- |
| 1840–1842 | Westerholt          | Westerholter Kirche             |      | I/p     | 8        | Weitgehend erhalten |
| 1842      | Norderney           | Evangelische Inselkirche        |      | I/p     | 6        | Nach Abriss der alten Inselkirche in die Herrenhuter Kapelle in Norden überführt, wo sie bis zum Abriss der Kapelle 1970 ihren Dienst tat. |
| 1842–1845 | Siegelsum           | Siegelsumer Kirche              |      | I/p     | 6        | Weitgehend erhalten |
| 1844–1847 | Ardorf              | Ardorfer Kirche                 |      | I/p     | 10       | Weitgehend erhalten |
| 1847–1849 | Stedesdorf          | St.-Aegidien-Kirche             |      | I/p     | 9        | Neubau, in den vier Register der Vorgängerorgel von Valentin Ulrich Grotian (1696) integriert wurden                                       |
| 1851      | Bingum              | Matthäikirche                   |      | I/P     | 15       | Nicht erhalten |
| 1855      | Thunum              | St.-Marien-Kirche               |      | I/p     | 6        | 3–4 Register erhalten; Messerrückenpedal                                                                                                   |
| 1848–1860 | Esens               | St.-Magnus-Kirche               |      | II/P    | 30       | Größte Orgel von Rohlfs, nahezu vollständig erhalten                                                                                       |
| 1859–1860 | Westerbur           | Westerburer Kirche              |      | I/p     | 7        | Weitgehend erhalten; Messerrückenpedal |
| 1863      | Leerhafe            | Cäcilien- und Margarethenkirche |      | II/P    | 13       | Hauptwerk-Prospekt und Pfeifen in vier Registern erhalten                                                                                  |
| 1864–1865 | Holtgaste           | Liudgeri-Kirche                 |      | I/p     | 7        | Unverändert erhalten → Orgel |
| 1860–1866 | Fulkum              | Maria-Magdalena-Kirche          |      | I/p     | 6        | Pfeifenwerk nur teilweise erhalten |
| 1864–1867 | Grimersum           | Grimersumer Kirche              |      | I/P     | 11       | Nicht erhalten |
| 1867–1868 | Loppersum           | Loppersumer Kirche              |      | I/P     | 11       | Weitgehend erhalten |
| 1867–1869 | Rorichum            | Nicolai-Kirche                  |      | I/p     | 7        | Weitgehend erhalten |
| 1869      | Bedekaspel          | Bedekaspeler Kirche             |      | I/p     | 6        | Offensichtlich aus Lagerbeständen zusammengestellt und nur rau verarbeitet; 5 Register erhalten → Orgel                                    |
| 1869      | Forlitz-Blaukirchen | Lutherische Kirche              |      | I/p     | 6        | Weitgehend erhalten |
| 1870      | Oldendorp           | Oldendorper Kirche              |      | I/p     | 7        | Weitgehend erhalten |
| 1876–1878 | Kirchborgum         | Kirchborgumer Kirche            |      | I/P     | 8        | Weitgehend erhalten |
| 1877–1879 | Cirkwehrum          | Cirkwehrumer Kirche             |      | II/p    | 8        | Weitgehend erhalten |